# 日本レコードマネジメント
日本レコードマネジメント株式会社（にっぽんレコードマネジメントかぶしきかいしゃ、英：Nippon Records Management Co.,Ltd.）は文書記録情報管理（レコードマネジメント）の専門コンサルタント会社。
NRMレコードマネジメントグループ（持株会社NRMホールディングス株式会社の傘下）の中核事業会社。

## 概要
NRMレコードマネジメントグループの中核事業会社として官公庁、民間企業、大学等幅広い分野の文書記録情報管理の受託をしている。

## 主な業務
- 移転のための文書管理対応
- コンプライアンス対応
- 情報セキュリティ対策
- 情報資産の有効活用（ナレッジマネジメント）管理
- 災害対策、図書館運営サービス

## 沿革
- 1972年　日本レミントンランド株式会社（三井物産関連）内に文書管理部門（ROS）としてスタート。
- 1974年　アメリカ記録情報管理協会（ARMA）の大会に参加。日本レミントンランド株式会社内にレコードマネジメント研究所設立。
- 1976年　日本レコードマネジメント株式会社創立。
- 1982年　関西レコードマネジメント株式会社の設立に参画。
- 1986年　本社ビルを田町へ移転。
- 1987年　東京レコードマネジメント株式会社の設立に参画。
- 1988年　本社ビルを神田須田町へ移転。
- 1989年　ARMA東京支部設立。
- 1993年　本社ビルを神田司町へ移転。
- 1994年　レコードマネジメントサービス株式会社設立。
- 1998年　青森レコードマネジメントサービス株式会社設立。
- 1999年　中国レコードマネジメント株式会社の設立に参画。
- 2001年　北海道レコードマネジメント株式会社の設立に参画。株式会社都市開発エキスパートの設立に参画。
- 2002年　日本経済団体連合会（日本経団連）入会。レコードマネジメントアーカイブス株式会社設立。
- 2003年　中央レコードマネジメント株式会社の設立に参画。
- 2005年　個人情報保護プライバシーマーク （PMS）認証取得。
- 2006年　麻生レコードマネジメント株式会社の設立に参画。情報セキュリティマネジメント（ISMS）認証取得。
- 2007年　エナジーレコードマネジメント株式会社設立。
- 2011年　品質マネジメントシステム（ISO9001）認証取得。
- 2013年　本社ビルを神田鍛冶町へ移転。NRMホールディングス株式会社の傘下に。
- 2016年　NRMホールディングス(株)へ社名変更

## グループ企業
- 青森レコードマネジメントサービス株式会社
- レコードマネジメントサービス株式会社
- レコードマネジメントアーカイブス株式会社
- NRMホールディングス株式会社
- エナジーレコードマネジメント株式会社

## 関連会社
- 関西レコードマネジメント株式会社
- 東京レコードマネジメント株式会社
- 中国レコードマネジメント株式会社
- 北海道レコードマネジメント株式会社
- 株式会社都市開発エキスパート
- 中央レコードマネジメント株式会社
- 麻生レコードマネジメント株式会社